# 东京日和
《东京日和》（日语：／ Tōkyō biyori）是一部1997年的日本剧情电影，由竹中直人导演，岩松了编剧，主要演员包括竹中直人、中山美穗、松隆子、浅野忠信。影片根据荒木经惟和荒木阳子夫婦的摄影集改编，讲述摄影师岛津巳喜男（竹中直人饰）着手出版一本名为东京日和的摄影集，并希望以此来寻味和亡妻阳子（中山美穗饰）的爱情回忆。

## 演员
- 岛津巳喜男：竹中直人
- 岛津阳子：中山美穂
- 水谷：松隆子
- 高桥：田口智朗
- 篠崎：温水洋一
- 平田：利重刚
- 铃木：三桥美奈子
- 外冈：三浦友和
- 宫本：铃木砂羽
- 山田：山口美也子
- 前田：冢本晋也
- 警官：中田秀夫
- 年轻男子：浅野忠信
- 邮递员：周防正行
- 阿波野：森田芳光
- テツオ的祖母：久我美子
- 咖啡店店员：津田寛治
- 酒吧老板娘：中岛美雪
- 酒吧客人：尻上寿
- 旅馆老板娘：藤村志保
- 列车员：荒木经惟（友情客串）

## 制作
- 制片人：宅間秋史、 三浦寛二 、保原賢一郎
- 预算控制制片人：新津岳人、吉田浩二
- 助理制片人：关口大辅
- 导演：竹中直人
- 编剧：岩松了
- 原作：荒木经惟＆荒木陽子《東京日和》
- 音乐：大貫妙子
- 主题曲：大貫妙子 「ひまわり」
- 摄影：佐佐木原保志
- 照明：安河内央之
- 美术：中泽克巳
- 服装：北村道子
- 录音：北村峰晴
- 剪辑：奥原好幸

## 获奖记录
- 第21回日本电影金像奖[2]
  - 提名：
    - 最佳影片
    - 最佳导演：竹中直人
    - 最佳男主角：竹中直人
    - 最佳女主角：中山美穂
    - 最佳编剧：岩松了
    - 最佳摄影：佐佐木原保志
    - 最佳照明：安河内央之
    - 最佳美术：中泽克巳
    - 最佳录音：北村峰晴
    - 最佳剪辑：奥原好幸

  - 获奖：
    - 最佳音乐：大贯妙子

- 第12回高崎电影节
  - 最佳女主角：中山美穂

- 第22回报知电影奖
  - 最佳新人：松隆子